# Neoepiscardia
Neoepiscardia is een geslacht van vlinders van de familie echte motten (Tineidae), uit de onderfamilie Perissomasticinae.

## Soorten
- N. besucheti (Gozmany, 1976)
- N. biclavata (Gozmany, 1968)
- N. bicornuta Gozmány, 2004
- N. catharinae (Gozmany, 1968)
- N. creagra (Gozmany, 1968)
- N. cristata (Gozmany, 1967)
- N. cyclivalva (Gozmany, 1969)
- N. cheligera (Gozmany, 1970)
- N. decipiens (Gozmany, 1967)
- N. ectofurca (Gozmany, 1965)
- N. epiforma (Gozmany, 1967)
- N. epixena (Gozmany, 1966)
- N. euplocamis (Meyrick, 1918)
- N. exarata (Gozmany, 1968)
- N. exiguens (Gozmany, 1967)
- N. extraphalla (Gozmany, 1966)
- N. fletcheri (Gozmany, 1966)
- N. forficula (Gozmany, 1968)
- N. hyalodes (Meyrick, 1913)
- N. islamella Petersen & Gaedike, 1982
- N. jansei (Gozmany, 1965)
- N. magnifica (Gozmany, 1967)
- N. mahunkai (Gozmany, 1976)

- N. nagyi (Gozmany, 1969)
- N. namibiae Gozmány, 2004
- N. oenopis (Meyrick, 1908)
- N. paramecis (Gozmany, 1969)
- N. paraxena (Meyrick, 1908)
- N. pectinigera (Gozmany, 1969)
- N. romieuxi (Gozmany, 1976)
- N. saskai (Gozmany, 1969)
- N. sinica Gozmany, 1983
- N. sinuosa (Gozmany, 1966)
- N. spatulata (Gozmany, 1967)
- N. spinifurca (Gozmany, 1969)
- N. szunyoghyi (Gozmany, 1969)
- N. tanystis (Meyrick, 1908)
- N. truncata (Gozmany, 1966)